# Liste der Kulturdenkmale in Bärenfels
Die Liste der Kulturdenkmale in Bärenfels enthält die Kulturdenkmale im Altenberger Ortsteil Bärenfels. Die Anmerkungen sind zu beachten.
Diese Liste ist eine Teilliste der Liste der Kulturdenkmale in Altenberg.
Diese Liste ist eine Teilliste der Liste der Kulturdenkmale in Sachsen.

## Legende
- Bild: Bild des Kulturdenkmals, ggf. zusätzlich mit einem Link zu weiteren Fotos des Kulturdenkmals im Medienarchiv Wikimedia Commons. Wenn man auf das Kamerasymbol klickt, können Fotos zu Kulturdenkmalen aus dieser Liste hochgeladen werden:
- Bezeichnung: Denkmalgeschützte Objekte und ggf. Bauwerksname des Kulturdenkmals
- Lage: Straßenname und Hausnummer oder Flurstücknummer des Kulturdenkmals. Die Grundsortierung der Liste erfolgt nach dieser Adresse. Der Link (Karte) führt zu verschiedenen Kartendiensten mit der Position des Kulturdenkmals. Fehlt dieser Link, wurden die Koordinaten noch nicht eingetragen. Sind diese bekannt, können sie über ein Tool mit einer Kartenansicht einfach nachgetragen werden. In dieser Kartenansicht sind Kulturdenkmale ohne Koordinaten mit einem roten bzw. orangen Marker dargestellt und können durch Verschieben auf die richtige Position in der Karte mit Koordinaten versehen werden. Kulturdenkmale ohne Bild sind an einem blauen bzw. roten Marker erkennbar.
- Datierung: Baubeginn, Fertigstellung, Datum der Erstnennung oder grobe zeitliche Einordnung entsprechend des Eintrags in der sächsischen Denkmaldatenbank
- Beschreibung: Kurzcharakteristik des Kulturdenkmals entsprechend des Eintrags in der sächsischen Denkmaldatenbank, ggf. ergänzt durch die dort nur selten veröffentlichten Erfassungstexte oder zusätzliche Informationen
- ID: Vom Landesamt für Denkmalpflege Sachsen vergebene, das Kulturdenkmal eindeutig identifizierende Objekt-Nummer. Der Link führt zum PDF-Denkmaldokument des Landesamtes für Denkmalpflege Sachsen. Bei ehemaligen Kulturdenkmalen können die Objektnummern unbekannt sein und deshalb fehlen bzw. die Links von aus der Datenbank entfernten Objektnummern ins Leere führen. Ein ggf. vorhandenes Icon  führt zu den Angaben des Kulturdenkmals bei Wikidata.

## Bärenfels
| Bild           | Bezeichnung                                                | Lage                               | Datierung                                                 | Beschreibung | ID       |
| -------------- | ---------------------------------------------------------- | ---------------------------------- | --------------------------------------------------------- | --- | -------- |
| Weitere Bilder | Grabstätte des Forstmeisters Heinrich Maximilian von Klotz | Alte Böhmische Straße (Karte)      | nach 1864 (Grablege)                                      | Einzeldenkmal der Sachgesamtheit: Forsthaus Bärenfels: Grabmal; Ruhestätte von Forstmeister Heinrich Maximilian von Klotz, baugeschichtlich und ortsgeschichtlich von Bedeutung | 09277853 |
|                | Gedenkstein                                                | Alte Böhmische Straße (Karte)      | 1952 (Gedenkstein)                                        | Gedenkstein; für Oberforstmeister Hermann Krutzsch, ortsgeschichtlich von Bedeutung | 09277854 |
|                | Kriegerdenkmal                                             | Alte Böhmische Straße (Karte)      | nach 1918 (Kriegerdenkmal)                                | Kriegerdenkmal für die Gefallenen des Ersten Weltkrieges; ortsgeschichtlich von Bedeutung | 09277852 |
| Weitere Bilder | Gasthof Bärenfels                                          | Alte Böhmische Straße 1 (Karte)    | Kern 1672 (Gasthof)                                       | Gasthof mit Seitengebäude; Obergeschoss Fachwerk, bau- und ortshistorisch von Interesse | 09277851 |
| Weitere Bilder | Sachgesamtheit Forsthaus Bärenfels                         | Alte Böhmische Straße 2; 3 (Karte) | 1570 – 2. H. 19. Jh. (Rittergut)                          | Sachgesamtheit Forsthaus Bärenfels: Forsthaus (ehem. Herrenhaus), Wohnhaus und drei Nebengebäude (Wirtschaftshof) und Torbogen eines Gutes sowie Grabmal, außerdem Reste einer Allee entlang der Zufahrt, Solitärbäume im Wirtschaftshof, Terrasse mit Stützmauern, Gärten mit Einfriedungen und Terrassierung, Waldpark (Gartendenkmale) sowie Wiesen und Waldschneise (gehören zur Kulturlandschaft, Sachgesamtheitsteile); ehemaliges Herrenhaus der Renaissancezeit, wissenschaftliche, landschaftsgestalterische und besondere geschichtliche Bedeutung | 09301357 |
| Weitere Bilder | Forsthaus Bärenfels (Einzeldenkmal zu ID-Nr. 09301357)     | Alte Böhmische Straße 2 (Karte)    | 1570 (Herrenhaus); 1830 (Stall); 2. H. 19. Jh. (Wohnhaus) | Einzeldenkmale der Sachgesamtheit: Forsthaus Bärenfels: Wohnhaus (ehemaliges Herrenhaus) und drei Nebengebäude (Wirtschaftshof) und Torbogen eines Gutes; Renaissancegebäude, wissenschaftliche und besondere geschichtliche Bedeutung | 09277850 |
| Weitere Bilder | Gartenpavillon                                             | Böhmische Straße (Karte)           | 1930er Jahre (Gartenpavillon)                             | Pavillon im Kurpark; historische Ausstellungsarchitektur, baugeschichtlich von Bedeutung | 09301686 |
|                | Wohnhaus                                                   | Böhmische Straße 10 (Karte)        | um 1930 (Wohnhaus)                                        | Wohnhaus; Holzwohnhaus in früher serieller Fertigung, breitgelagerter Baukörper unter ausladendem Krüppelwalmdach mit Ausbauten; die Verbindung eines traditionellen Materials mit moderner Fertigung und Formensprache, bekannt geworden v. a. durch die Produktion der Nieskyer Firma Christoph & Unmack, bedeutete zeitgenössische Avantgarde, daher besondere baugeschichtliche Bedeutung | 09303390 |
|                | Wohnstallhaus                                              | Böhmische Straße 11 (Karte)        | um 1850 (Wohnstallhaus)                                   | Ehemaliges Wohnstallhaus; Obergeschoss Fachwerk, baugeschichtliche Relevanz | 09277858 |
|                | Wohnhaus                                                   | Böhmische Straße 15 (Karte)        | um 1800 (Wohnhaus)                                        | Wohnhaus; Obergeschoss Fachwerk, baugeschichtliche Bedeutung | 09277857 |
|                | Wohnstallhaus                                              | Böhmische Straße 23 (Karte)        | vor 1750 (Wohnstallhaus)                                  | Wohnstallhaus; Obergeschoss Fachwerk, Relikt der alten Dorfbebauung, u. a. baugeschichtliche Bedeutung | 09277860 |
|                | Haus Waldfrieden                                           | Hubertusweg 10 (Karte)             | nach 1900 (Pension)                                       | Pension; mit Einflüssen des Heimat- und Reformstils, u. a. baugeschichtliche Bedeutung | 09277855 |
|                | Wohnhaus                                                   | Hubertusweg 11 (Karte)             | nach 1900 (Wohnhaus)                                      | Wohnhaus; mit Anklängen an Heimat- und Reformstil, u. a. baugeschichtliche Bedeutung | 09277856 |
|                | Hotel Felsenburg                                           | Weißenberger Weg 1 (Karte)         | 1900 (Hotel)                                              | Hotel; Einflüsse von Heimatstil, tourismus- und baugeschichtlich von Bedeutung | 09277859 |